# Camper in viaggio
Camper in viaggio è un programma televisivo italiano e spin-off di Camper di genere culinario e rotocalco, in onda su Rai 1 dal 19 giugno 2023 dal lunedì al venerdì.

## Il programma
Il programma, nato come spin-off di Camper (in onda su Rai 1 dal 6 giugno 2022), riguarda il giro di tutta Italia con un camper dove vengono proposti servizi e varie rubriche.

## Edizioni
| Edizione | Anno | Conduzione      | Conduzione | Presenza fissa   | Periodo        | Periodo          | Puntate | Regia          |
| Edizione | Anno | Conduzione      | Conduzione | Presenza fissa   | Inizio         | Fine             | Puntate | Regia          |
| -------- | ---- | --------------- | ---------- | ---------------- | -------------- | ---------------- | ------- | -------------- |
| 1ª       | 2023 | Roberta Morise  | Tinto      | Umberto Broccoli | 19 giugno 2023 | 8 settembre 2023 | 58      | Luigi Rizza    |
| 2ª       | 2024 | Lorella Boccia  | Tinto      | Umberto Broccoli | 3 giugno 2024  | 6 settembre 2024 | 59      | Ciro D'Aniello |
| 3ª       | 2025 | Alessia Mancini | Tinto      | Umberto Broccoli | 2 giugno 2025  | in corso         | 47      | Ciro D'Aniello |

## Programmazione
| Edizione | Rete televisiva | Anno | Stagione | Orario      | Durata | Programmazione | Programmazione | Programmazione | Programmazione | Programmazione | Programmazione | Programmazione | Collocazione |
| Edizione | Rete televisiva | Anno | Stagione | Orario      | Durata | L              | M              | M              | G              | V              | S              | D              | Collocazione |
| -------- | --------------- | ---- | -------- | ----------- | ------ | -------------- | -------------- | -------------- | -------------- | -------------- | -------------- | -------------- | ------------ |
| 1ª       | Rai 1           | 2023 | estate   | 12:00-12:30 | 30 min |                |                |                |                |                |                |                | Day-time     |
| 2ª       | Rai 1           | 2024 | estate   | 11:30-12:00 | 30 min |                |                |                |                |                |                |                | Day-time     |
| 3ª       | Rai 1           | 2025 | estate   | 11:30-12:00 | 30 min |                |                |                |                |                |                |                | Day-time     |